# NX Весов
NX Весов (лат. NX Librae) — одиночная переменная звезда в созвездии Весов на расстоянии (вычисленном из значения параллакса) приблизительно 21083 световых лет (около 6464 парсеков) от Солнца. Видимая звёздная величина звезды — от +17,6m до +16,7m.

## Характеристики
NX Весов — пульсирующая переменная звезда типа RR Лиры (RRAB).